# Jedrsko orožje
Jedrsko orožje je vsako orožje, ki izrablja jedrske reakcije cepitve jedra (fizije) in/ali jedrskega zlivanja (fuzije) kot poglaviten vir uničevalne sile.
Vsako jedrsko orožje je občutno močnejše od največjih konvencionalnih eksplozivov in eno tako orožje je zmožno uničiti celotno mesto.

## Uporaba
V zgodovini vojskovanja je bilo jedrsko orožje uporabljeno dvakrat v boju; obakrat v zadnjih dnevih druge svetovne vojne. Prvič je bilo jedrsko orožje uporabljeno 6. avgusta 1945, ko je ZDA odvrgla uransko napravo Deček (little boy), ki je imela rušilno moč ocenjeno med 14-17 kiloton TNT-ja na japonsko mesto Hirošima. Tri dni kasneje je ZDA odvrgla plutonijevo napravo Debeluh (fat man) na Nagasaki, z rušilno močjo 21 kiloton TNT-ja, a, zaradi slabih vremenskih pogojev (gosta megla) zadetek ni bil tako natančen.

## Posledice
Obe napravi sta povzročili takojšnjo smrt skoraj 120.000 ljudi (večinoma civilistov), vsaj dvakrat toliko pa je umrlo čez nekaj časa. Uporaba le-teh je povzročila mešane odzive: nekateri so kritizirali in obsojali ta dejanja množičnih pobojev, medtem ko so drugi trdili, da bi drugače bile žrtve na obeh straneh še višje, če ne bi odvrgli obeh naprav (glej jedrsko bombardiranje Hirošime in Nagasakija za polno razpravo).

## Jedrske sile
Potem so jedrsko orožje detonirali več kot dvatisočkrat, predvsem za potrebe poskusov; to so storile predvsem ZDA, Sovjetska zveza, Francija, Združeno kraljestvo, Ljudska republika Kitajska, Indija in Pakistan. Te države so imenovane tudi jedrske sile (poleg teh tudi Rusija, ki je podedovala orožje po padcu Sovjetske unije).
Združene države Amerike, Sovjetska zveza, Velika Britanija, Francija in Kitajska so leta 1968 sprejele Pogodbo o neširjenju jedrskega orožja, ki med drugim prepoveduje vsako obliko prenosa znanja, tehnologije in materiala za izdelavo jedrskega orožja državam, ki ne sodijo med omenjene jedrske sile. Ravno tako pogodba tem državam prepoveduje vsako obliko jedrskega programa za vojaške namene.

Pakistan, Indija in Izrael te pogodbe niso podpisali, Severna Koreja pa je od nje odstopila leta 2003. Kritiki opozarjajo, da pogodba ščiti priviligiran status jedrskih velesil. 
Različne druge države lahko posedujejo jedrsko orožje, a tega niso nikoli javno priznale oz. njihove trditve niso bile nikoli preverjene. Kot primer: 
- Izrael ima sodoben zračnoprevozni sistem in obsežen jedrski program (glej Izrael in orožje za množično uničenje), vendar obstoja jedrskega orožja uradno ni ne potrdil, ne zanikal.
- Severna Koreja je objavila, da ima jedrske zmožnosti (a je kmalu zatem objavila, da bo opustila vse svoje jedrske programe), čeprav je v letu 2009 objavila, da namerava te programe obnoviti.
- Ukrajina lahko poseduje manjše število zastarelega jedrskega orožja iz sovjetske dobe, ki je lahko prišlo v njeno last po administrativni napaki.
- Južna Afrika je v osemdesetih letih razvila manjšo količino jedrskega orožja, vendar ga je kasneje uničila in opustila vse nadaljnje jedrske aktivnosti.
- Iran si prizadeva razviti jedrske zmožnosti (predvsem lastne obrate za bogatenje urana), za katerega pa ni znano, če je dejansko namenjen le civilni uporabi (za več informacij glej seznam držav z jedrskim orožjem).

Jedrsko orožje se danes primarno uporablja kot metoda za ustvarjanje strateške grožnje. Na primer, skrb, da ima Severna Koreja jedrsko orožje in da ga bo uporabila, je narekovala odnose med ZDA in Severno Korejo.
Jedrski eksplozivi so poleg vojaške rabe bili predlagani za različne druge nevojaške namene npr. Operacija Plowshare. 

## Jedrski arzenal po državah
Trenutno je na svetu okrog 15700 jedrskih konic, od tega jih je okrog 4100 operativnihNa višku, leta 1985, je bilo v uporabi okrog 68 000 konic. 
| Država              | Število jedrskih orožij (Aktivnih/Skupno) | Datum prvega testa                | CTBT Status  | Način dostave                                        |
| ------------------- | ----------------------------------------- | --------------------------------- | ------------ | ---------------------------------------------------- |
| Pet držav NPT       |                                           |                                   |              |                                                      |
| ZDA                 | 2104 / 7200                               | 16. julij 1945 (Trinity)          | Podpisnik    | Jedrska triada                                       |
| Rusija              | 1600 / 7500                               | 29. avgust 1949 (RDS-1)           | Ratificiran  | Jedrska triada                                       |
| Združeno kraljestvo | 160 / 225                                 | 3. oktober 1952 (Hurricane)       | Ratifician   | SLBM, v preteklosti tudi letala                      |
| Francija            | 290 / 300                                 | 13. februar 1960 (Gerboise Bleue) | Ratificiran  | Letala in podmornice                                 |
| Kitajska            | n.a. / 250                                | 16. oktober 1964                  | Podpisnik    | Najverjetnje jedrska triada                          |
| Tri ne-NPT države   |                                           |                                   |              |                                                      |
| Indija              | n.a. / 110                                | 18. maj 1974 (Smejoči Buda)       | Ne podpisnik | Kopenska in zračnaV prihodnosti najverjetneje triada |
| Pakistan            | n.a. / 120                                | 28. maj 1998 (Chagai-I)           | Ne podpisnik | Kopenska in zračna                                   |
| Severna Koreja      | n.a. / <10                                | 9. oktober 2006                   | Ne podpisnik | Kopenske (ocena)                                     |
| Drugo               |                                           |                                   |              |                                                      |
| Izrael              | n.a. / Ocena 60-400                       |                                   | Podpisnik    | Najverjetneje jedrska triada                         |

## Rekord
Največja atomska bomba, ki je bila kadarkoli odvržena, se je imenovala Carska bomba (Tsar bomba) in so jo izdelali Rusi, tehtala je rekordnih 27 ton, dolga je bila 8 metrov in njen premer je bil 2 metra, rušilna moč pa je dosegla 50000 kiloton TNT-ja ali 50 megaton TNT-ja, sicer namerno zmanjšana iz 100 megaton, da so zmanjšali radioaktvino sevanje . Odvrgli so jo leta 1961 na otoku Nova Zemlja v Severnem morju. Njen rušilni sunek je v nekaj sekundah trikrat obkrožil svet. Žrtev naj ne bi bilo.